# Mast (film)
Mast è un film del 1999 diretto da Ram Gopal Varma.